# Denizli Atatürk Stadı
Das Denizli Atatürk Stadı (auch Denizli Atatürk Stadyumu, deutsch Denizli Atatürk Stadion) ist ein Stadion, das sich in der türkischen Stadt Denizli befindet. Die Heimstätte von Denizlispor wurde 1950 erbaut und noch im selben Jahr eröffnet. Zwischen 1950 und 1984 bestand die Oberfläche aus einem Erdgemisch und wurde erst im Jahr 1984 durch Naturrasen ersetzt. Es können insgesamt 15.427 Zuschauer aufgenommen werden; dabei ist das gesamte Stadion mit Sitzplätzen ausgestattet, Stehplätze sind nicht vorhanden.
Nachdem Denizlispor in der Saison 2018/19 die Meisterschaft der TFF 1. Lig und den Aufstieg in die Süper Lig feiern konnte, wurde von dem Präsidenten Ali Çetin bekanntgegeben, dass das Stadion weitere 3.000 Sitzplätze erhält. Die Baumaßnahmen begannen im Juni 2019 und wurden wenige Monate später abgeschlossen. Die Heimstätte von Denizlispor umfasst nach dem Umbau 18.745 Sitzplätze.